# Tubérculo de Darwin

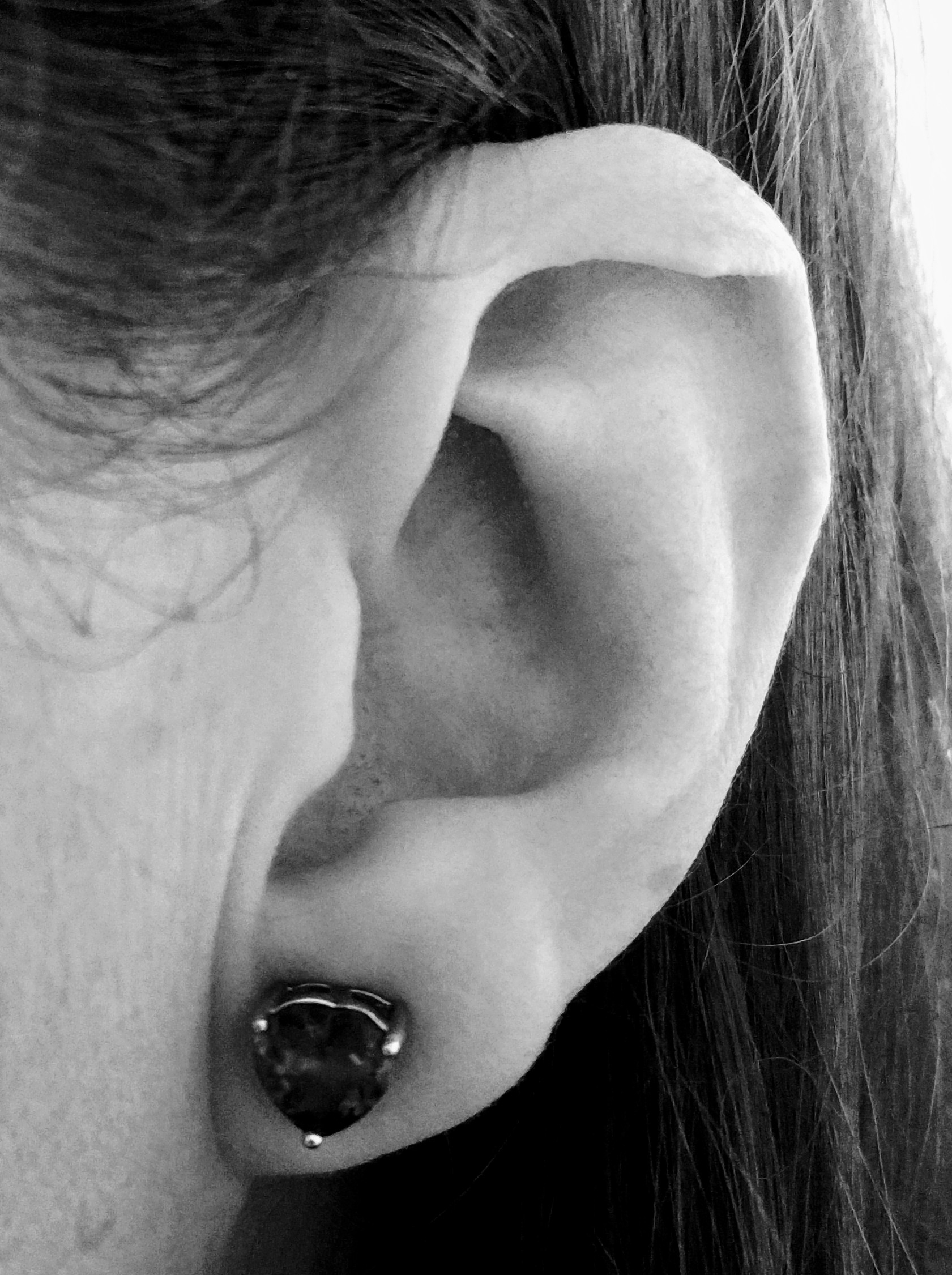
Tubérculo de Darwin (hélice)

O tubérculo de Darwin (ou tubérculo auricular) é uma condição congênita do ouvido que geralmente se apresenta como um espessamento da hélice na junção dos terços superior e médio.

## História

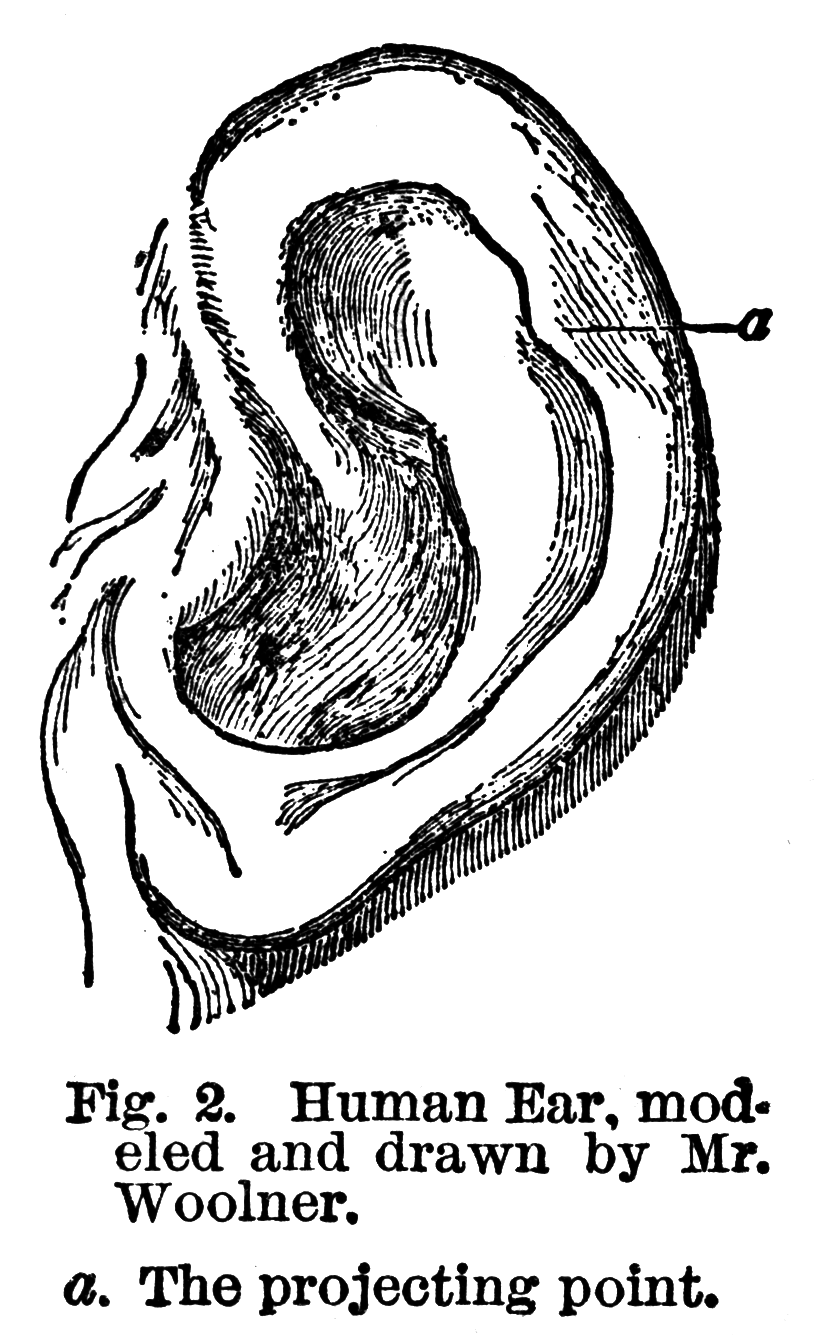
Digitalização da Figura 2, do livro A Descendência do Homem e Seleção em Relação ao Sexo, segunda edição, ilustrando o tubérculo de Darwin.

Essa característica atávica é assim denominada porque sua descrição foi publicada pela primeira vez por Charles Darwin nas páginas de abertura de A Descendência do Homem e Seleção em Relação ao Sexo, como evidência de uma característica vestigial indicando ancestralidade comum entre primatas que têm orelhas pontudas. No entanto, o próprio Darwin a chamou de ponta Woolneriana, em homenagem a Thomas Woolner, um escultor britânico que a representara em uma de suas esculturas e que primeiro teorizou como uma característica atávica.

## Prevalência
A estrutura está presente em aproximadamente 10,4% da população adulta espanhola, 40% dos adultos indianos e 58% das crianças em idade escolar suecas. Este nódulo acuminado representa a ponta da orelha do mamífero. A característica pode ser potencialmente bilateral, ou seja, presente nas duas orelhas ou unilateral, onde está presente em apenas uma orelha. Existem evidências mistas sobre se a expressão bilateral ou unilateral está relacionada à população ou a outros fatores. Algumas populações expressam bilateralidade total, enquanto outras podem expressar tanto unilateral quanto bilateralidade. No entanto, a bilateralidade parece ser mais comum do que a unilateralidade, no que se refere à expressão da característica.

## Herança
Inicialmente pensou-se que o gene para o tubérculo de Darwin fosse herdado em um padrão autossômico dominante com penetrância incompleta, o que significa que aqueles que possuem o alelo (versão de um gene) não necessariamente se apresentarão com o fenótipo. No entanto, estudos genéticos e familiares demonstraram que a presença do tubérculo de Darwin pode ser mais provável de ser influenciada pelo ambiente ou por acidentes de desenvolvimento do que unicamente pela genética.
Ainda não esclarece se a característica tem relação com o dimorfismo sexual. Em alguns estudos, existem dados claros de que o tubérculo de Darwin não está associado ao sexo. Em contraste, outros indicam que existe uma correlação com o dimorfismo sexual entre homens e mulheres, onde os homens tendem a ter mais o tubérculo do que as mulheres em algumas populações. Dois outros estudos indicam que homens mais velhos tendem a ter maior expressão do tubérculo de Darwin do que mulheres mais velhas.